# Чернов, Юрий Иванович
Ю́рий Ива́нович Черно́в (8 января 1934, Троице-Лобаново, Московская область — 22 мая 2012, Москва) — советский и российский зоолог, эколог, биогеограф, академик РАН (2003), доктор биологических наук (1976), председатель Научного совета РАН по экологии биологических систем, исследователь Арктики, главный редактор «Зоологического журнала» РАН.

## Биография
Родился 8 января 1934 года в селе Троицкое-Лобаново Ступинского района Московской области в семье потомственного учителя.
В 1958 году окончил Московский областной педагогический институт.
В 1962 году состоялась защита кандидатской диссертации на тему «Наземные беспозвоночные мезофауны в биоценозах тундровой зоны».
В 1976 году защитил докторскую диссертацию «Животный мир Субарктики и зональные факторы среды».
Работал главным научным сотрудником Института проблем экологии и эволюции им. А. Н. Северцова РАН. Заведовал Лабораторией структуры и динамики сообществ, переименованной в Кафедру синэкологии.
Внёс значительный вклад в методологию и методику исследований почвенной зоологии, пространственной и видовой структуры животного населения, в разработку проблем «биоразнообразие и климат», адаптаций к ландшафтно-зональным условиям, эволюции биоценозов, в исследование структуры сообществ и закономерности сложения фауны Арктики, особенности зональной дифференциации высокоширотной биоты. Организатор международных экспедиций по исследованию Арктики и Заполярного края.
Cкончался 22 мая 2012 года в Москве. Похоронен в Москве на Хованском кладбище (Северная часть, участок 307).

## Семья
Жена — Чернова, Нина Михайловна (1935—2010) — профессор, эколог и почвенный зоолог.
- Сын — Чернов, Иван Юрьевич (1959—2015) — профессор, миколог и почвовед.

## Награды и премии
- [когда?] — Орден «Знак Почёта»
- 1999 — Медаль ордена «За заслуги перед Отечеством» II степени
- 1989 — Золотая медаль имени В. Н. Сукачёва АН СССР
- 1997 — Премия имени Карпинского германского фонда А. Тепфера.

## Членство в организациях и звания
- Академик РАН (22.05.2003; Отделение биологических наук, секция общей биологии), Член-корреспондент АН СССР (23.12.1987)
- Председатель диссертационного совета ИПЭЭ РАН
- Председатель научного совета РАН «Проблемы экологии биологических систем»
- Главный редактор «Зоологического журнала» РАН
- Заместитель главного редактора журнала «Успехи современной биологии» РАН.